# Festival Mouezh ar Gelted

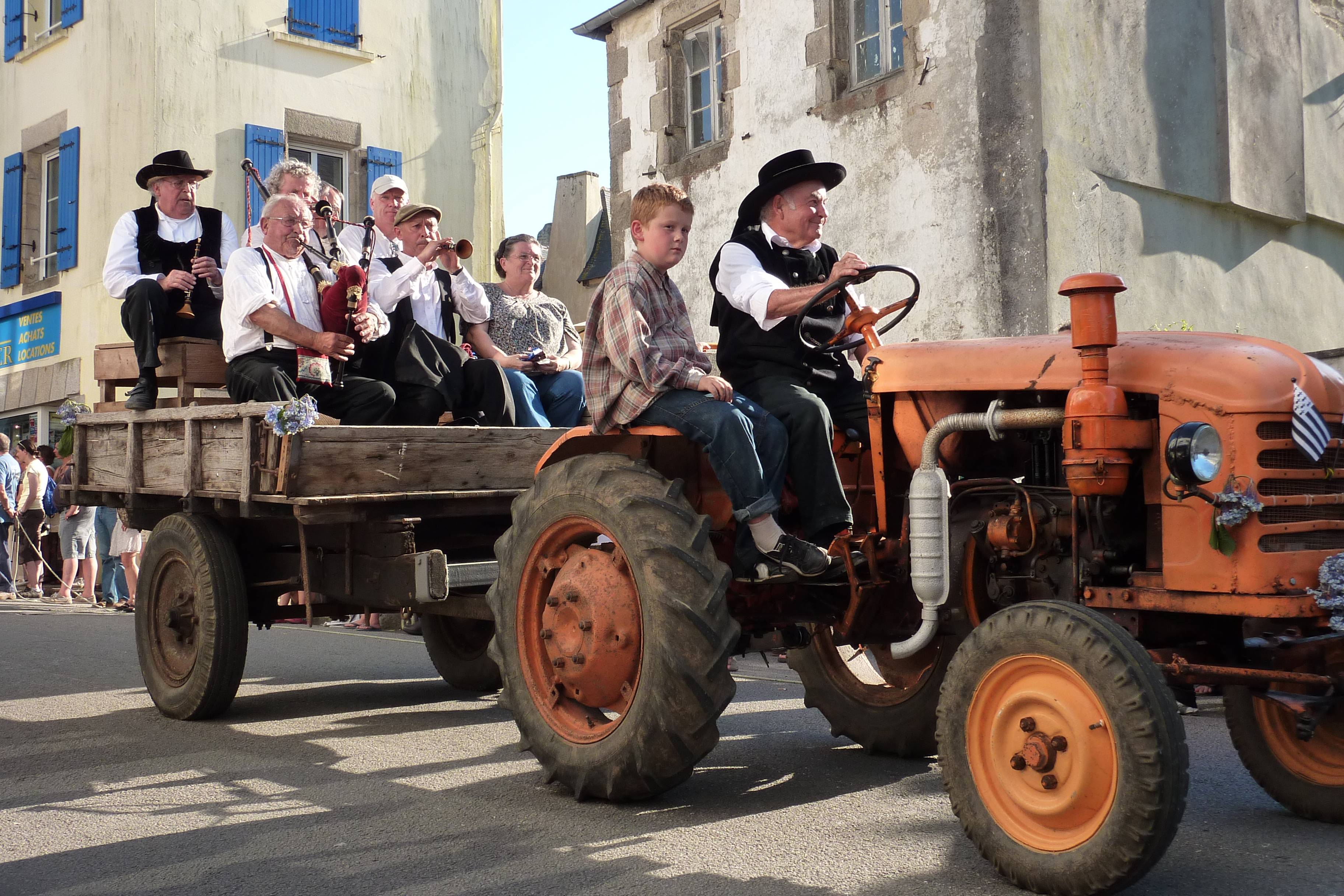
Défilé du groupe Re an Are, avec Georges Cadoudal, en 2012.

Le Festival Mouezh ar Gelted (La Voix des Celtes en breton), organisé par l'association War-Raok (En avant en breton), se déroule tous les ans à Pont-Croix (Sud-Finistère). Les 2 ou 3 jours sont consacrés à la culture bretonne et celtique et divers manifestations culturelles ayant trait à la Bretagne et aux pays celtiques. Le festival contribue à l'activité socio-économique de la ville et de la région du Cap Sizun. Sont organisés des fest-noz, concerts, valorisation du patrimoines (visites, expos, animations, jeux...), foires à l'anciennes, repas traditionnels, défilés... Le festival existe depuis 1997.

## Historique

### Édition 2013
- fest-noz (jeudi) :  Les Frères Morvan, Forzh Penaos, Termajik
- concerts (vendredi) : Les Ramoneurs de menhirs, Clan d'Oiche, Les Ptits yeux

### Édition 2012

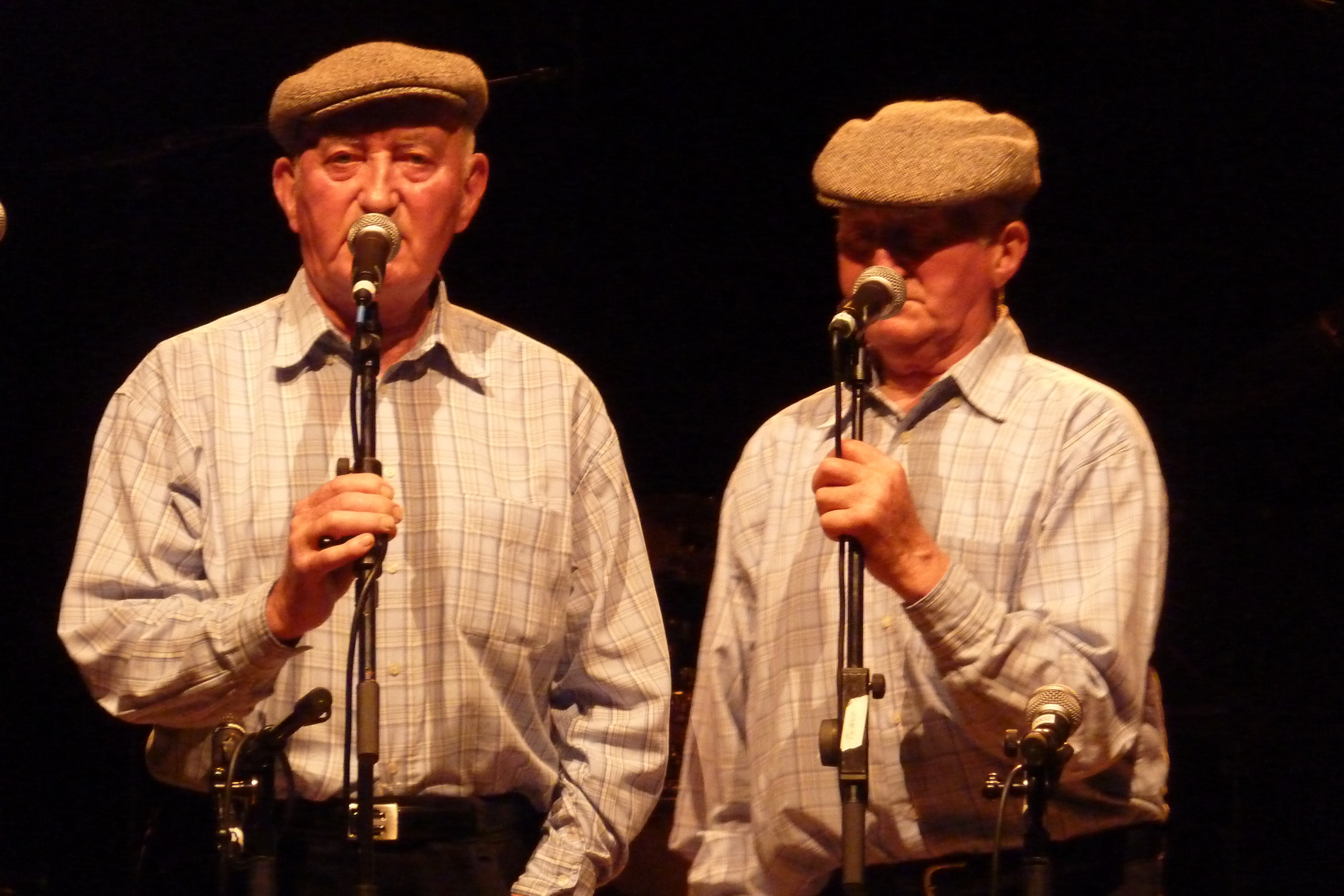
Les Frères Morvan au fest-noz du festival en 2012

- fest-noz (jeudi) :  Les Frères Morvan, Forzh Penaos, Termajik, Trio Tan
- concerts (vendredi) : Shoepolishers, Celkilt

### Édition 2011
- concerts (mercredi) : Hopala !, Breizharock[1] et Trio EDF
- fest-noz (jeudi) :  Les Frères Morvan, Skolvan, Termajik

### Édition 2010
- concerts (mercredi) : Clan d'Oiche, Les Glochos et Kreposuk
- fest-noz (jeudi)  :  Les Frères Morvan, Skolvan, Termajik et les sonneurs Bothua-Quillay (champions de Bretagne)

### Édition 2009
- concerts (mercredi) : Gérard Jaffrès, FDB et Boxty
- fest-noz (jeudi) : Les Frères Morvan, Startijenn, Termajik, Tito Alba, An Tu Mañ et les sonneurs Bothua-Quillay (champions de Bretagne)

### Édition 2008
- concerts (mercredi) : Denez Prigent, les frères Mahevas
- fest-noz (jeudi)  : Les Frères Morvan, Loened Fall, Termajik, An Tu Mañ et les sonneurs Bothua, Quillay et Guingo

### Édition 2007
- concerts (mercredi)  : Cécile Corbel, Geri O'Connor et Gilles Le Bigot
- fest-noz (jeudi)  : Les Frères Morvan, Skolvan, An Tu Mañ et les sonneurs Bothua-Quillay (champions de Bretagne)

### Édition 2006
- concerts (mercredi) : Gilles Servat, Gwennyn Louarn
- fest-noz (jeudi) : Les Frères Morvan, Skolvan, bagad et cercles de Beuzec-Cap-Sizun et les sonneurs Helias-Le Breton (champions de Bretagne 2005)

### Édition 2005
- concerts (mercredi) : The Churchfitters, "Ar Gorle Bella" (bagad et cercles de Beuzec-Cap-Sizun)
- fest-noz (jeudi) : Les Frères Morvan, Skolvan, Trio Ozan, Deus Ta bagad, cercles de Beuzec-Cap-Sizun et les sonneurs Philippe-Toutous (champions de Bretagne 2004)

### Édition 2004
- concerts (mercredi) : Patrick Ewen, Cécile Corbel
- fest-noz (jeudi) : Les Frères Morvan, Skolvan, An Tu Man, bagad et cercle de Beuzec-Cap-Sizun, Bagad Ar re Goz et les sonneurs Bothua-Quillay (champions de Bretagne 2003)

### Édition 2003
- concerts (mercredi) : Cécile Corbel, "Tristan et Yseult" par Ar Vro Bagan (théâtre, son et lumière)
- fest-noz (jeudi)  : Les Frères Morvan, Skolvan Big Band, Ozan Trio, Bagad Ar Re Goz, bagadoù et cercles de Beuzec-Cap-Sizun et Combrit et les sonneurs Bothua-Quillay (champions de Bretagne 2003)

### Édition 2002
- concerts (mercredi) : Carlos Nuñez, Opium ar Bobl
- fest-noz (jeudi) : Les Frères Morvan, Skolvan, Termajik, Bagad Ar Re Goz, bagad et cercle de Beuzec-Cap-Sizun, Bagad Ar re Goz et les sonneurs Berthoux-Molard (champions de Bretagne 2002)

### Édition 2001
- concerts (mercredi) : Tri Yann
- fest-noz (jeudi) : Les Frères Morvan, Skolvan, Termajik, Krampouz Lipouz, bagad et cercles de Beuzec-Cap-Sizun et les sonneurs Feon-Philippe (champions de Bretagne 2000)

### Édition 2000
- concerts (mercredi) : Gilles Servat, Gilbert Bourdin et Lors Jouin
- fest-noz (jeudi) : Les Frères Morvan, Penn Gollo, Krampouz Lipouz, bagadoù et cercles de Beuzec, Combrit, Pouldergat et les sonneurs Kergozien-Durassier

### Édition 1999
- concerts (mercredi) : Trio EDF, Etna Trio (Gilles Le Bigot)
- fest-noz (jeudi) : La Godinette, Etna Trio, Penn Gollo, Veillon-Riou, Crépillon-Bigot, Fustec-Le Corre, bagad et cercle de Beuzec-Cap-Sizun